# Scharffia nyasa
Espèce
Scharffia nyasa est une espèce d'araignées aranéomorphes de la famille des Cyatholipidae.

## Distribution
Cette espèce est endémique du Malawi. Elle se rencontre à 2 000 m d'altitude sur le plateau Lichenya dans le massif Mulanje.

## Description
Le mâle holotype mesure 2,49 mm et la femelle paratype 2,68 mm.

## Étymologie
Son nom d'espèce lui a été donné en référence au lieu de sa découverte, le Nyassaland.

## Publication originale
- Griswold, 1997 : Scharffia, a remarkable new genus of spiders from East Africa (Araneae, Cyatholipidae). The Journal of Arachnology, vol. 25, p. 269-287 (texte intégral).